# Rosa María Britton
Pour les articles homonymes, voir Britton.
Rosa María Crespo Justiniani de Britton, née à Panama le 28 juillet 1936 et morte le 16 juillet 2019, est une romancière et obstétricienne panaméenne. 

## Biographie
Son père était cubain et sa mère était panaméenne. Elle a fait ses études à Panama et ses études secondaires à La Havane, à Cuba. 
Elle étudie la médecine à Madrid et New York. 
En littérature, elle remporte à quatre reprises le prix Ricardo Miró.
Elle vit au Panama à partir de 1973.

## Œuvre

### Romans
- El ataúd de uso, 1982, Panama.
- El Señor de las lluvias y el viento, 1984, Panama.
- No pertenezco a este siglo 1991, Panama.
- Todas íbamos a ser reinas, 1997, Colombie.
- Laberintos de orgullo, 2002, Costa Rica.
- Suspiros de fantasmas, 2005, Costa Rica.

### Contes et nouvelles
- ¿Quién inventó el mambo? , 1985, Panama.
- La muerte tiene dos caras, 1987, Costa Rica.
- Semana de la mujer y otras calamidades, 1995, Espagne.
- La nariz invisible y otros misterios, 2001, Espagne.
- Historia de Mujeres Crueles, 2011, Editorial Alfaguara, Espagne.  (ISBN 978-9962-8968-1-4)

## Prix
- Prix Ricardo Miró

1982 (roman) : El ataúd de uso
1984 (roman) : El Señor de las lluvias y el viento
1985 (conte) : ¿Quién inventó el mambo? 
1991 (roman) : No pertenezco a este siglo
- Prix Walt Whitman

1987 (conte) : La muerte tiene dos caras